# Mimimi Games
A Mimimi Games (anteriormente Mimimi Productions) foi uma empresa alemã de desenvolvimento de software de jogos eletrônicos sediada em Munique. Eles são conhecidos por desenvolver o jogo de plataforma The Last Tinker: City of Colors e os jogos de táticas em tempo real furtivos, Shadow Tactics: Blades of the Shogun, lançado em dezembro de 2016, e Desperados III, lançado em junho de 2020.
A empresa encerrou suas atividades em dezembro de 2023 em decorrência de problemas financeiros.

## Jogos
| Ano  | Título                               | Editor                 | Plataforma (s)                                           | Ref.  |
| ---- | ------------------------------------ | ---------------------- | -------------------------------------------------------- | ----- |
| 2011 | daWindci                             |                        | iOS                                                      | [ 6 ] |
| 2014 | The Last Tinker: City of Colors      |                        | Microsoft Windows, OS X, Linux, PlayStation 4            | [ 2 ] |
| 2016 | Shadow Tactics: Blades of the Shogun | Daedalic Entertainment | Microsoft Windows, Linux, PlayStation 4, Xbox One, macOS | [ 3 ] |
| 2020 | Desperados III                       | THQ Nordic             | Microsoft Windows, PlayStation 4, Xbox One               | [ 4 ] |